# Cyril O'Reilly
Cyril J. O'Reilly (Los Angeles, 8 juni 1958) is een Amerikaanse acteur en filmproducent.

## Carrière
O'Reilly begon in 1980 met acteren in de televisieserie Skag. Hierna heeft hij nog meerdere rollen gespeeld in televisieseries en films zoals Airplane! (1980), Porky's (1982), Porky's II: The Next Day (1983), Baja Oklahoma (1988), Murder, She Wrote (1988-1994), Silk Stalkings (1998), The X-Files (2002) en Desire (2006).

## Filmografie

### Films
Selectie:
- 1988 Baja Oklahoma – als Weldon Taylor
- 1983 Porky's II: The Next Day – als Tim
- 1982 Porky's – als Tim
- 1981 Splendor in the Grass – als Bud Stamper
- 1980 Airplane! – as soldaat

### Televisieseries
Uitgezonderd eenmalige gastrollen.
- 2007 American Heiress – als huurmoordenaar – 2 afl.
- 2006 Desire – als Asher – 4 afl.
- 1994 The Commish – als Terry Ross – 2 afl.
- 1991 Matlock – als Russ Gifford – 2 afl.
- 1990 Hunter – als Michael Saccio – 2 afl.
- 1986 On Wings of Eagles – als Pat Scully – 2 afl.

### Filmproducent
- 2013 The Jacket & The Dress - korte film
- 2013 Gemini Rising - film
- 2009 Lost Soul - film